# Broadcast Wave Format
Broadcast Wave Format (BWF) – rodzaj formatu plików dźwiękowych Wave zaproponowany w 1996 r. przez European Broadcasting Union, służący do wymiany danych dźwiękowych między różnymi platformami komputerowymi. Od Wave różni się dodatkową metainformacją przeznaczoną dla konkretnych maszyn czy aplikacji, np. może zawierać markery czasu sygnalizujące, w których miejscach projektu opracowywanego w wideoedytorze należy wstawić plik.